# Rånna Ryds naturreservat
Rånna Ryds naturreservat är ett naturreservat i Skövde kommun och en del av det europeiska nätverket Natura 2000.
Naturreservatet bildades 2002 och sträcker sig över en yta på 442 hektar från utkanten av staden Skövde cirka fem kilometer längs den östra sluttningen av Billingen norr.
Eftersom marken är mycket hård, är naturreservat rikt på ovanliga växtarter.
I naturreservatet cirka 20 förhistoriska monument.